# Brett Johns
Thomas Brett Johns, född 21 februari 1992 i Swansea, Wales, är en walesisk MMA-utövare som sedan 2016 tävlar i organisationen Ultimate Fighting Championship.